# Кацу, Синтаро
Синтаро́ Ка́цу (яп. 勝 新太郎 Кацу Синтаро:,  29 ноября 1931 (настоящее имя Тосио Окумура (яп. 奥村 利夫), Синтаро — сценический псевдоним) — 21 июня 1997) — японский киноактёр, известный по роли слепого фехтовальщика Дзатоити в 1960-х и 1970-х годах. Кацу сыграл в 25 фильмах между 1962 и 1973 годами, режиссировал 26-й в 1989, а также сыграл роль в четырёх сезонах телесериала. В целом эта роль заняла почти 30 лет его карьеры.

## Биография
Известный талантливый актёр, режиссёр и продюсер, нежно называемый японцами «Кацу-син», родился в семье актёра кабуки по имени Кацутодзи Кинэя и его жены Яэко. Кацу-син начал свою карьеру в 1940-х и стал известным, сыграв слепого мастера фехтования Дзатоити в многосерийном фильме, вошедшем в число самых успешных работ японского кино. В числе его продюсерских работ — такие жемчужины, как «Родительское бремя волка» (в нём сыграл брат Кацу — Томисабуро Вакаяма) и «Нэмури Кёсиро».
Известный своей любовью к алкоголю и сигаретам, в последние годы Кацу-син всё больше и больше времени проводил в больнице и появлялся лишь на пресс-конференциях по поводу его скорого выздоровления, причём с неизменной сигарой.
Синтаро был любовником самой успешной гейши за всю историю Японии — Минэко Ивасаки. Он был женат на актрисе Тамао Накамуре, его сыном был актёр Рютаро Ган.
Кацу умер от рака 21 июня 1997 в возрасте 65 лет.
23 июня пять тысяч человек пришли в токийский храм, чтобы присутствовать на мемориальной службе в его память.